# Zimbabwe-gordelstaarthagedis
De Zimbabwe-gordelstaarthagedis (Cordylus rhodesianus) is een hagedis uit de familie gordelstaarthagedissen (Cordylidae).

## Naam
De soort werd voor het eerst wetenschappelijk beschreven door John Hewitt in 1933. Oorspronkelijk werd de wetenschappelijke naam Zonurus cordylus rhodesianus gebruikt.

## Uiterlijke kenmerken
De lichaamskleur is olijfbruin, het lichaam is afgeplat en de staart is bedekt met puntige schubben. De totale lichaamslengte bedraagt 12 tot 17 centimeter.

## Levenswijze
Deze terrestrisch levende dieren verbergen zich meestal in smalle spleten of onder stenen. Om aanvallen van predatoren af te weren, barricaderen ze de ingang van hun schuilplaats met hun gestekelde staart. Ze leven meestal in kleine familiegroepjes. In de winter wordt een winterslaap gehouden.
Deze soort is levendbarend, dat wil zeggen, dat ze levende jongen ter wereld brengen. De jongen blijven enige tijd bij hun ouders.

## Verspreiding en leefgebied
Deze soort komt plaatselijk algemeen voor in delen van zuidelijk Afrika in de landen Zimbabwe en Mozambique. De habitat bestaat uit geërodeerde rotspartijen die verspreid liggen in de savanne.